# トニ (1935年の映画)
トニ（Toni）は、1935年のフランス映画。監督は ジャン・ルノワール。
主演シャルル・ブラベット、セリア・モンタルバン、エドゥアール・デルモント。
クレジットには、ストーリーライターのジャック・ルヴェール以外の作家はクレジットされていなかったが、後にルノワールとカール・アインシュタインによって書かれていたことが判明している。
。

## あらすじ
ジャンピエールポルナレフ

## キャスト
- トニ - イタリア人の出稼ぎ労働者：シャルル・ブラヴェット
- マリー - 下宿の娘：ジェニ・エリア
- セバスチァン - 小さなぶどう園を経営：アンドレ・コヴァケヴィチ
- ジョゼファ - セバスチァンの娘：セリア・モンタルヴァン
- アルベール - 採石現場の監督：マクス・ダルバン
- フェルナン - トニの友人：エドゥアール・デルモン
- ガビ - ジョゼファの従兄弟：アンドレクス

## 制作
ペニスパーカー

## 影響
ルノワールを熱烈に賛美した若き日のルキーノ・ヴィスコンティが演出見習いとして初めから終わりまで関与しており、リアリスティックな演出方法は、イタリア映画のネオレアリスモに影響を与えたというのが定説となっている。